# Косма Маюмский
Косма́ Маюмский, Маиумский,  Козьма Иерусалимский  (греч. Κοσμάς ὁ Ποιητής, ὁ Αγιοπολίτης, εκ Μαϊουμά; Κοσμάς ὁ Μελωδός, ) — византийский церковный поэт VIII века, почитаемый в православной церкви в лике преподобных.

## Биография
Косма рано стал сиротой, лишившись родителей. Отец Иоанна Дамаскина Серджун ибн Мансур (Сергий Мансур) занимал при калифе Дамасском Абдуль-Малике ибн Марване (686—705 гг.) должность главного логофета, то есть распорядителя казны, казначея; Сергий усыновил Косму, а последний стал сводным братом Иоанну. Сергий воспитывал их вместе и дал обоим хорошее образование. Воспитателем и учителем Космы и Иоанна стал образованный иеромонах Косма из итальянской Сицилии, которого Сергий купил в качестве раба у одного агарянина. Иеромонах Косма учил детей богословию, литературе, математике, философии и красноречию.
Косма и Иоанн вместе переехали из Дамаска в Иерусалим и поступили в монастырь Саввы Освященного. Косма с 732 года стал монахом в монастыре Святого Саввы. В 743 году Косма стал епископом Маюмским (недалеко от г. Газа); год его смерти неизвестен.

## Творения
В истории византийской церковной поэзии Косма вместе с Иоанном Дамаскином известны как крупнейшие представители гимнографии. Вместе со своим сподвижником и другом Иоанном Дамаскином являются авторами многочисленных канонов, вошедших в богослужение Православной церкви. Косма — автор канонов Страстной седмицы Великого поста на утрени: Великого понедельника, Великого вторника, Великой среды, Великого четвертка, Великого пятка и четверопесенца Великой субботы с шестой по девятую песнь (песни с первой по пятую были написаны позже, тропари — Марком-монахом, епископом Идруитским; а ирмосы — монахиней Кассией) и канонов на Господские и Богородичные праздники: Рождества Христова («Христос рождается, славите...»), Преображения Господня, Троицы, Сретения, Успения Богородицы, Богоявления, Воздвижения креста Господня, Входа Господня в Иерусалим.

## Память
Почитается в Православной церкви в лике преподобных, память совершается 12 (25) октября в РПЦ, в греческих поместных церквах память совершается 14 октября.